# Điện mặt trời Hồng Phong
Điện mặt trời Hồng Phong là nhóm các nhà máy điện mặt trời xây dựng trên vùng đất xã Hồng Phong huyện Bắc Bình tỉnh Bình Thuận, Việt Nam .
Có tổng số 5 dự án điện mặt trời ở xã Hồng Phong, do nhiều công ty khác nhau đầu tư. Năm 2019 đã có 3 dự án hoạt động.
Điện mặt trời Hồng Phong 1A có công suất lắp máy 150 MWp, sản lượng điện hàng năm 284,43 triệu KWh, khởi công tháng 12/2018, hoàn thành tháng 7/2019.
Điện mặt trời Hồng Phong 1B có công suất lắp máy 100 MWp, sản lượng điện hàng năm 194,6 triệu KWh, khởi công tháng 12/2018, hoàn thành tháng 7/2019.
Điện mặt trời Hồng Phong 4 có công suất lắp máy 48 MWp, khởi công tháng 10/2018, hoàn thành tháng 6/2019. Vùng thu năng lượng có diện tích 57,6 ha, sản lượng điện hàng năm đạt 92 triệu kWh. Chủ đầu tư là Công ty CP Tập đoàn Hà Đô (HDG) .
Nhà máy cách trung tâm thành phố Phan Thiết 10°55′40″B 108°06′08″Đ / 10,927643°B 108,102274°Đ cỡ 26 km hướng đông bắc.